# Saint-Pé-de-Léren
Saint-Pé-de-Léren ist eine französische Gemeinde mit 268 Einwohnern (Stand 1. Januar 2022) im Département Pyrénées-Atlantiques in der Region Nouvelle-Aquitaine (vor 2016: Aquitanien). Die Gemeinde gehört zum Arrondissement Oloron-Sainte-Marie (bis 2016: Arrondissement Pau) und zum Kanton Orthez et Terres des Gaves et du Sel (bis 2015: Kanton Salies-de-Béarn).

## Geographie
Saint-Pé-de-Léren liegt ca. 55 km nordwestlich von Oloron-Sainte-Marie in der historischen Provinz Béarn an der nördlichen Grenze zum benachbarten Département Landes.
Umgeben wird der Ort von den Nachbargemeinden:
|      | Léren                                       | Sorde-l’Abbaye (Landes) |
| Came | Kompassrose, die auf Nachbargemeinden zeigt | Carresse-Cassaber       |
|      | Labastide-Villefranche Saint-Dos            |                         |

Saint-Pé-de-Léren befindet sich im Einzugsgebiet des Flusses Adour und liegt am linken Ufer des Gave d’Oloron, einem Nebenfluss des Gave de Pau. Einer seiner Nebenflüsse, der Baniou, hier auch Arriougrand genannt, durchquert das Gebiet der Gemeinde.

## Geschichte
Die Gemeinde war eine lange Zeit von der Abtei Saint-Jean de Sorde abhängig. Anschließend gehörte sie zum Erzpriestertum Rivière-Fleuve des Bistums Dax. Mit Came und Sames bildete die Gemeinde ein Baronat innerhalb des Herzogtums von Gramont und unterstand dem Grundherrn von Dax.
Toponyme und Erwähnungen von Saint-Pé-de-Léren waren:
- Sent-Per (1302, Urkunden der Vicomté des Béarn),
- Sanctus-Petrus de Sendos (1413, rôles gascons),
- Saint-Pé en France (1675, réformation de Béarn, Manuskriptsammlung des 16. bis 18. Jahrhunderts),
- Saint Pée de Leren (1750, Karte von Cassini),
- Saint Pé de Leren (1793, Notice Communale),
- Saint-Pé (1801, Bulletin des Lois) und
- Saint-Pé-de-Léren (1863, Dictionnaire topographique du département des Basses-Pyrénées).[3][4][5]

### Einwohnerentwicklung

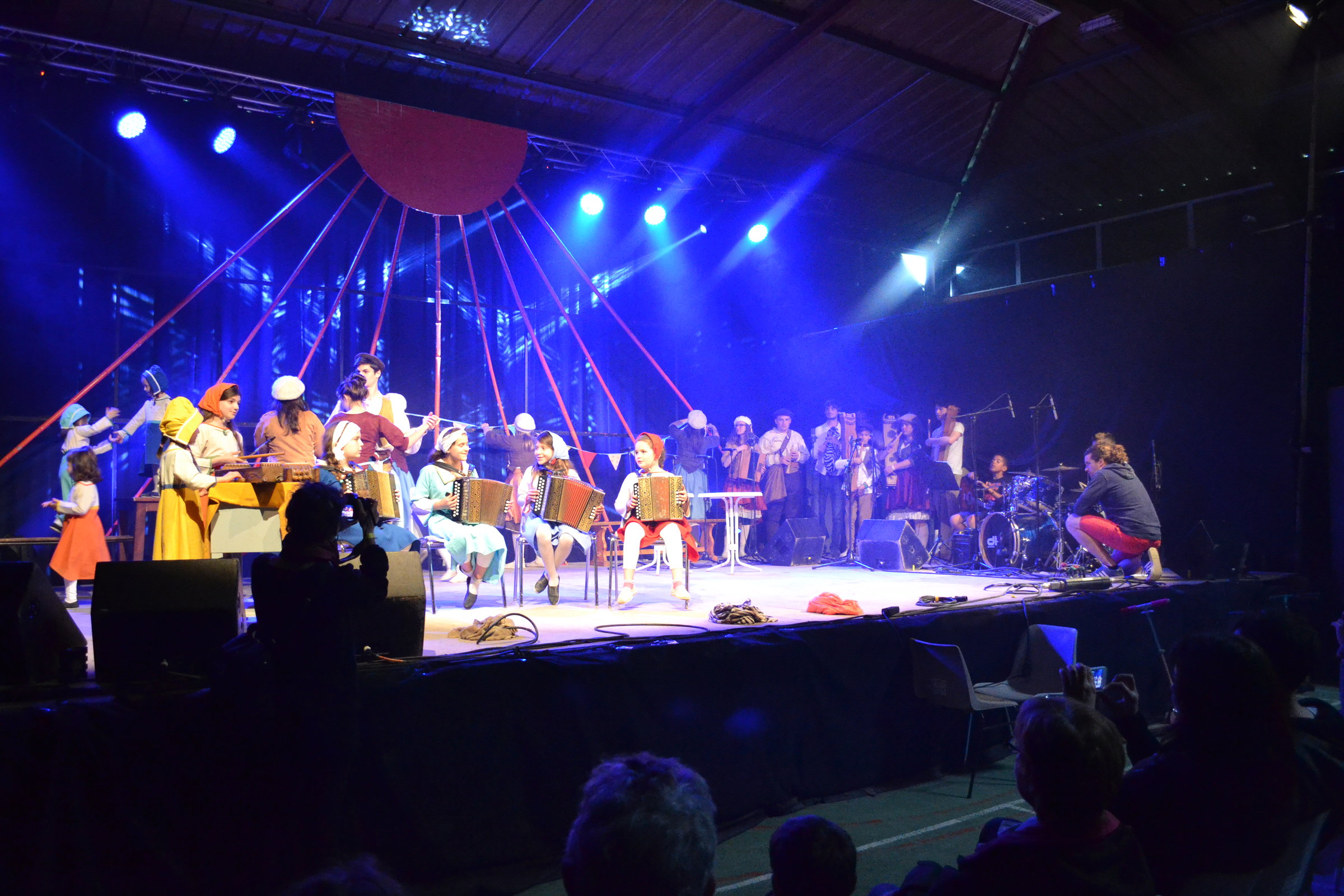
Los Chancaires auf dem Festival 2015

Die Gemeinde erreichte einen Höchststand ihrer Größe mit rund 440 Einwohnern in der Mitte des 19. Jahrhunderts. In der Folge reduzierte sich die Einwohnerzahl bei kurzen Erholungsphasen bis zu den 1970er Jahren auf ein Niveau von rund 200. Nach der Jahrtausendwende setzte eine moderate Wachstumsphase ein, die bis heute anhält.
| Jahr      | 1962 | 1968 | 1975 | 1982 | 1990 | 1999 | 2006 | 2009 | 2022 |
| --------- | ---- | ---- | ---- | ---- | ---- | ---- | ---- | ---- | ---- |
| Einwohner | 228  | 217  | 200  | 207  | 207  | 205  | 235  | 253  | 268  |

## Kultur und Sehenswürdigkeiten
Jedes Jahr findet im Frühjahr in Saint-Pé-de-Léren das Festival Lo Primtemps de l’Arribèra mit Musik, traditionellen Tänzen und Animationen statt.

### Bauwerke
- Pfarrkirche, geweiht dem Apostel Petrus. Sie ist im Mittelalter im romanischen Stil errichtet worden. Im späten 19. Jahrhundert und ein weiteres Mal im Jahre 1975 ist die Kirche restauriert worden. Bei den Arbeiten gegen 1896 wurde der Glockengiebel durch einen Glockenturm auf dem Eingangsvorbau ersetzt. Sein Sichtmauerwerk zeigt Kieselsteine im oberen Teil und Bruchsteine im unteren Teil des Turms. Typisch für die Region um Salies-de-Béarn ist die Umrandung des Eingangs mit weißen Steinen und der mit Schiefer gedeckte Helm des Glockenturms. Das einschiffige Langhaus der Kirche wird durch eine Apsis verlängert, deren Sichtmauerwerk ebenfalls die Verwendung von Kieselsteinen zeigt. Mehrere Pfarrer und Grundherren sind in der als nationales Kulturgut registrierten Kirche begraben.[8][9][10]

- Wassermühle Dufau. Sie wurde im Jahre 1105 von den Mönchen der Benediktinerabtei Saint-Jean de Sorde gebaut. Sie ist noch heute in Betrieb und produziert biologisches Weizen- und Maismehl.[11]

## Wirtschaft und Infrastruktur

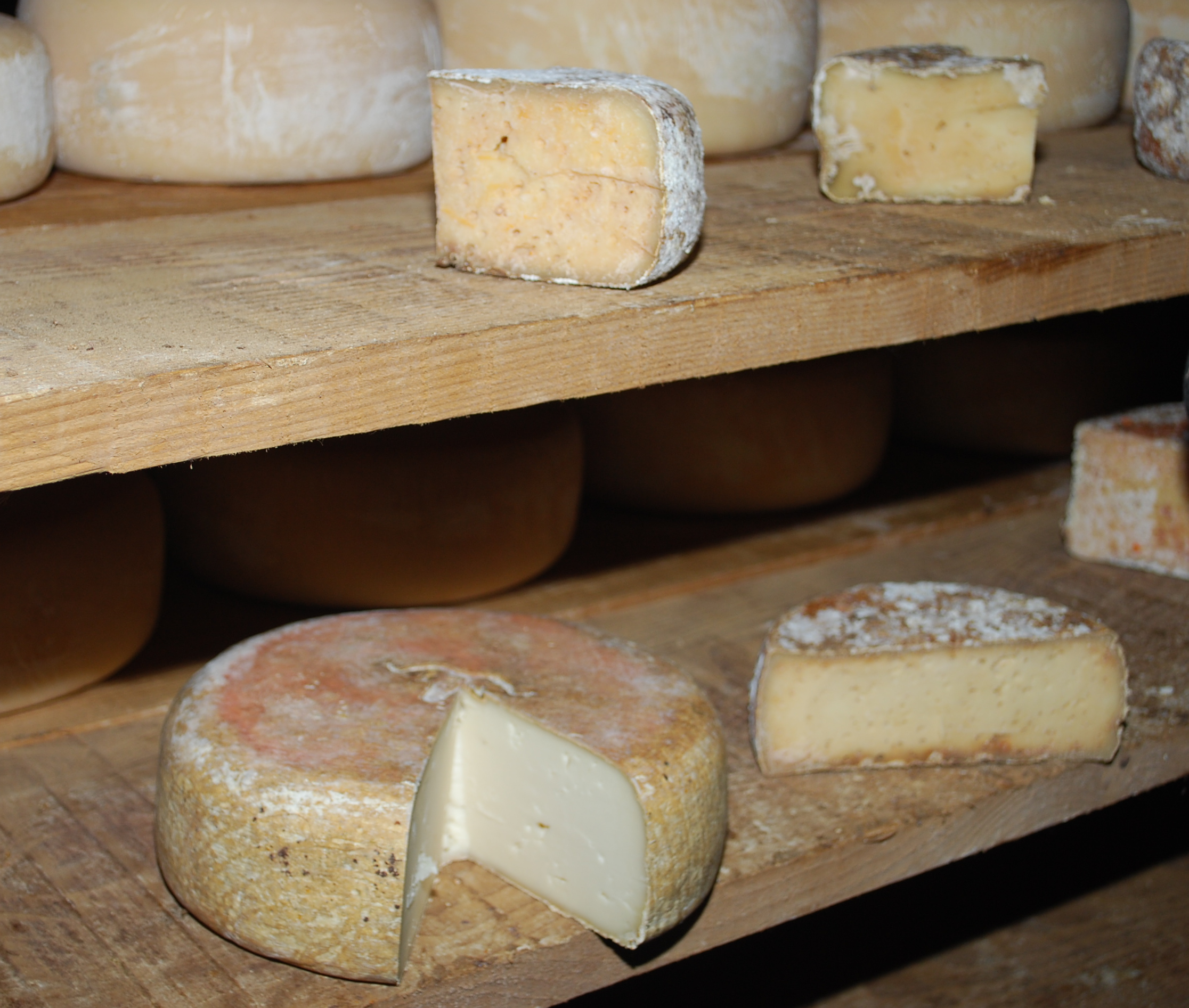
Ossau-Iraty verschiedener Reifungsgrade

Saint-Pé-de-Léren liegt in den Zonen AOC des Ossau-Iraty, eines traditionell hergestellten Schnittkäses aus Schafmilch, sowie der Schweinerasse und des Schinkens „Kintoa“.

### Bildung
Die Gemeinde verfügt über eine öffentliche Vorschule mit 16 Schülerinnen und Schülern im Schuljahr 2017/2018.

### Verkehr
Saint-Pé-de-Léren wird durchquert von der Route départementale 28.